# Parlamentarischer Ethikbeirat
Der Parlamentarische Ethikbeirat (Parlamentarischer Beirat zu Fragen der Ethik insbesondere in den Lebenswissenschaften (Ethikbeirat)) des Deutschen Bundestages wurde auf gemeinsamen Antrag der Fraktionen von CDU/CSU und SPD als begleitendes parlamentarisches Gremium zum Deutschen Ethikrat am 26. April 2007 eingesetzt und bestand bis 2009.

## Aufgaben
Kernaufgabe war die Begleitung und Unterstützung der Debatten des Deutschen Ethikrates von Seiten des Deutschen Bundestages. Ferner gehörte dazu die Entgegennahme von Stellungnahmen des Deutschen Ethikrates sowie die Weiterleitung von Aufträgen des Bundestages an den Ethikrat.

## Mitglieder
Der Beirat setzte sich aus neun ordentlichen und neun stellvertretenden Mitgliedern zusammen: Den Vorsitz hatte der SPD-Abgeordnete René Röspel, stellvertretende Vorsitzende war zunächst die Unionsabgeordnete Ilse Aigner (April bis Dezember 2008), gefolgt von den CDU/CSU-Abgeordneten Alexander Dobrindt (Dezember 2008 bis März 2009) und seit März 2009 Stefan Müller (Erlangen). Als ordentliche Mitglieder gehörten dem Beirat daneben die Unionsabgeordneten Jürgen Gehb und Annette Widmann-Mauz an, aus den Reihen der SPD die Abgeordneten Carola Reimann und Marianne Schieder, außerdem Ulrike Flach von der FDP sowie Petra Sitte (Die Linke) und Priska Hinz (Bündnis 90/Die Grünen).
Die Unionsparteien benannten die Abgeordneten Norbert Geis, Hubert Hüppe und Michael Kretschmer als Stellvertretende Mitglieder des Ethikbeirates, die SPD Peter Friedrich und Matthias Miersch, die FDP Michael Kauch, die Linkspartei Bodo Ramelow und die Grünen Birgitt Bender.

## Tätigkeit
Nach seiner konstituierenden Sitzung vom 23. April 2008 nahm der Beirat zunächst in zwei einführenden Sitzungen die Berichte des Bundesministeriums für Bildung und Forschung (vorgetragen von Staatssekretär Thomas Rachel) sowie des Bundesministeriums für Gesundheit (vorgestellt von Staatssekretär Rolf Schwanitz) zu ethisch relevanten Themen entgegen.  
Neben zweimaligen Berichten des Vorsitzenden der Deutschen Ethikrates, Edzard Schmidt-Jortzig, befasste sich der Ethikbeirat in einer weiteren Sitzung mit der Behandlung ethischer Themen auf europäischer Ebene und behandelte in drei Expertengesprächen zu den Themen Nanotechnologie, Chimären- und Hybridbildung und synthetische Biologie auch eigene inhaltliche Schwerpunktsetzungen, zu denen externe Sachverständige geladen wurden. 
Mit der Sitzung am 17. Juni 2009 und der abschließenden Beratung über den eigenen Tätigkeitsbericht schloss der Ethikbeirat seine Arbeit in der 16. Legislaturperiode ab.
Ein Gruppenantrag von 241 Abgeordneten des Deutschen Bundestages vom 20. Mai 2010 regte die Wiedereinsetzung eines entsprechenden Gremiums in der aktuellen Wahlperiode an und sah die Verdopplung seiner Mitglieder sowie eine beträchtliche Ausweitung der Befugnisse (u. a. das Selbstbefassungsrecht) vor.
Mit Stimmenmehrheit von CDU/CSU und FDP wurde dieser Antrag jedoch vom Ausschuss für Bildung, Forschung und Technikfolgenabschätzung in seiner Sitzung vom 1. Dezember 2010 abgelehnt.